# 荷甫及波士拉德 (英國國會選區)
荷甫及波士拉德（英語：Portslade）是英國下議院的市鎮選區之一，始設於1950年；此選區在2023年英國國會選區定期檢討改為現名，前稱為荷甫（英語：Hove）。
現任議員為科學創新及科技大臣靳秉德，自2015年就任國會議員至今。

## 範圍
選區位於英格蘭東南部的東薩塞克斯郡西部，現時包括白禮頓和荷甫的奧德林頓、霍夫及波士拉德。

## 歷史
始設於1950年，1997年以來一直支持保守黨，但此後工黨連勝三次，直到2010年大選被保守黨奪回。保守黨籍邁克·韋瑟利以36.7%選票勝出該區擊敗尋求連任的西莉亞·巴羅。及後，工黨籍靳秉德重新贏奪選區，並連任至今。